# Raionul Sergaci
Raionul Sergaci (în rusă Сергачский район, transliterat: Sergaciskii raion) este una din unitațile adminstrative ale regiunii Nijnii Novgorod, Rusia.